# ولاية سيواس العثمانية
،ولاية سيواس.(بالتركية العثمانية ولايت سيوس ;). وهي إحدى ولايات الدولة العثمانية والتي تغطي اليوم إجزاء من أراضي من وسط تركيا وكانت ولاية سيواس في القرن العشرين تشغل مساحة (83,680 كم مربع) .

## التقسيمات الإدارية
كانت ولاية سيواس تتكون من عدة سناجق وهي:
1. سنجق سيواس
2. سنجق أماسيا
3. سنجق شيبينكاراهيشار
4. سندق توكاد (توقات)

## أعلام
- دانيال فاروجان